# Dalīvandān
Dalīvandān (persiska: دلیوندان) är en ort i Iran.   Den ligger i provinsen Gilan, i den nordvästra delen av landet, 250 km nordväst om huvudstaden Teheran. Antalet invånare är 645.
Terrängen runt Dalīvandān är platt. Runt Dalīvandān är det ganska tätbefolkat, med 111 invånare per kvadratkilometer. Närmaste större samhälle är Rasht, 19,7 km öster om Dalīvandān. Trakten runt Dalīvandān består till största delen av jordbruksmark.